# Richard Vogel
Richard Vogel (Riedlingen, 24 de marzo de 1997) es un jinete alemán que compite en la modalidad de salto ecuestre.
Ganó doss medallas en el Campeonato Europeo de Saltos Ecuestres de 2025, oro en la prueba individual y bronce por equipos. Participó en los Juegos Olímpicos de París 2024, ocupando el quinto lugar en la prueba individual por equipos.

## Palmarés internacional
| Campeonato Europeo | Campeonato Europeo | Campeonato Europeo | Campeonato Europeo |
| Año                | Lugar              | Medalla            | Categoría          |
| ------------------ | ------------------ | ------------------ | ------------------ |
| 2025               | La Coruña (España) | Medalla de oro     | Individual         |
| 2025               | La Coruña (España) | Medalla de bronce  | Por equipos        |